# Joannicjusz (Gorski)
Joannicjusz, imię świeckie Iwan Siemionowicz Gorski (ur. 1810 w Bogorodskim-na-Gorie, zm. 17 lutego?/1 marca 1877 w Odessie) – arcybiskup Rosyjskiego Kościoła Prawosławnego. 

## Życiorys
Urodził się w rodzinie kapłana prawosławnego. Ukończył seminarium duchowne w Jarosławiu, zaś w 1837 – Akademię Duchowną w Petersburgu. Po uzyskaniu dyplomu kandydata teologii złożył w tym samym roku śluby zakonne, zaś 6 sierpnia (dwa miesiące później) został hieromnichem. We wrześniu 1837 wyznaczony do pracy nauczyciela w seminarium duchownym w Niżnym Nowogrodzie, następnie został inspektorem seminarium w Kijowie, po czym w latach 1839–1841 żył w Ławrze św. Aleksandra Newskiego w Petersburgu. 
Od czerwca 1841 wykładał w Kijowskiej Akademii Duchownej, zaś w następnym roku otrzymał godność archimandryty razem z nominacją do Duchownego Komitetu Cenzury, gdzie zajmował się kontrolą kazań. W październiku 1846 został rektorem seminarium duchownego w Jarosławiu, w rok później został przeniesiony do monasteru w Rostowie, gdzie był przełożony wspólnoty. W 1850 został rektorem seminarium w Petersburgu. W 1855 został wikariuszem eparchii nowogrodzkiej z tytułem biskupa starorusskiego, po czym został przeniesiony na katedrę saratowską.  
W lipcu 1860 r., ciesząc się znakomitą opinią władz cerkiewnych i państwowych, otrzymał godność arcybiskupią i objął katedrę warszawską i nowogieorgijewską. Działając na ziemiach polskich, sprzeciwiał się akcjom przymusowego nawracania na prawosławie unitów, opowiadając się za ich stopniową asymilacją z rosyjskością i prawosławiem. Niechętnie odnosił się do duchownych sprowadzonych z Galicji w celu przygotowania kasaty unickiej diecezji chełmskiej, zwłaszcza do ich lidera, Marcelego Popiela. Gdy ten został wyświęcony na biskupa pomocniczego eparchii chełmsko-warszawskiej, arcybiskup Joannicjusz znalazł się z nim w otwartym konflikcie. Prawdopodobnie fakt, że duchowieństwo galicyjskie posiadało protektorów na najwyższych szczeblu hierarchii cerkiewnej sprawił, że arcybiskup musiał odejść z eparchii chełmsko-warszawskiej. 
Od 16 listopada 1875 do śmierci sprawował urząd biskupa chersońskiego i odeskiego.